# 三ツ木神社
三ツ木神社（みつぎじんじゃ）は、埼玉県鴻巣市の神社。

## 歴史
天正年間（1573年 - 1592年）に創建された。織田信長による比叡山焼き討ちで難を逃れた僧侶が各地を転々とし、当地に至り日吉山王権現を祀る神社を創建した。江戸時代は婦人病を治すご利益があるとされており、申の日になると参拝者が訪れたという。参拝者は当社に安置されている猿の石像に赤い粉を塗り、猿の石像を1体借り受ける。そして願いが成就した暁には、借りたものと新品の石像の合計2体奉納するするというものである。そのため、現在では6000体の石像が所蔵している。
明治初期に「山王権現」から「日枝社」に改称し、その後に制定された近代社格制度においては「無格社」であった。ところが1907年（明治40年）の神社合祀により、周辺の3社が合祀された。その3社とも村社だったことから、当社も村社となり、「三ツ木神社」に改称した。無格社だった当社が近くの村社を合祀したのは、村人の尊崇の念が高かったことと、当社の財産が多かったことによる。

## 文化財
- 三ツ木神社の算額(絵馬)（鴻巣市指定文化財 昭和51年3月1日指定）[3]
- 三ツ木神社の大欅（鴻巣市指定天然記念物 昭和37年8月16日指定）[3]

## 交通アクセス
- 北鴻巣駅より徒歩11分。